# Publius Cornelius Scipio Asiaticus
Publius Cornelius Scipio Asiaticus stammte aus patrizischer Familie und war ein römischer Politiker und Senator. Er war Sohn des Suffektkonsuls des Jahres 24, Publius Cornelius Lentulus Scipio, und Bruder des Konsuls des Jahres 56, Publius Cornelius Lentulus Scipio. Wie sein Vater brachte er es 68 bis zum Suffektkonsulat (Kollege Gaius Bellicius Natalis). Sein Cognomen Asiaticus erhielt er nicht für eigene Leistungen, sondern als Rückgriff auf die Familiengeschichte. Auch die Geburt während des Prokonsulates seines Vaters in der Provinz Asia ist von der Forschung ausgeschlossen worden.